# Planococcus dioscoreae
Planococcus dioscoreae är en insektsart som beskrevs av Williams 1960. Planococcus dioscoreae ingår i släktet Planococcus och familjen ullsköldlöss. Inga underarter finns listade i Catalogue of Life.